# ويلي جايجر
ويلي جيجر (بالألمانية: Willi Geiger )‏ (و. 1878 – 1971 م) هو رسام، وأستاذ جامعي ألماني، ولد في لاندسهوت، توفي في ميونخ، عن عمر يناهز 93 عاماً.

## التعليم
تعلم في أكاديمية الفنون الجميلة بميونخ.

## جوائز
حصل على جوائز منها:
- وسام الاستحقاق البافاري
- نيشان استحقاق صليب الضباط لجمهورية ألمانيا الاتحادية.

## روابط خارجية
- ويلي جيجر على موقع مونزينجر (الألمانية)